# Iskristall
För iskristall syftande på en typ av bergkristall, se Bergkristall.

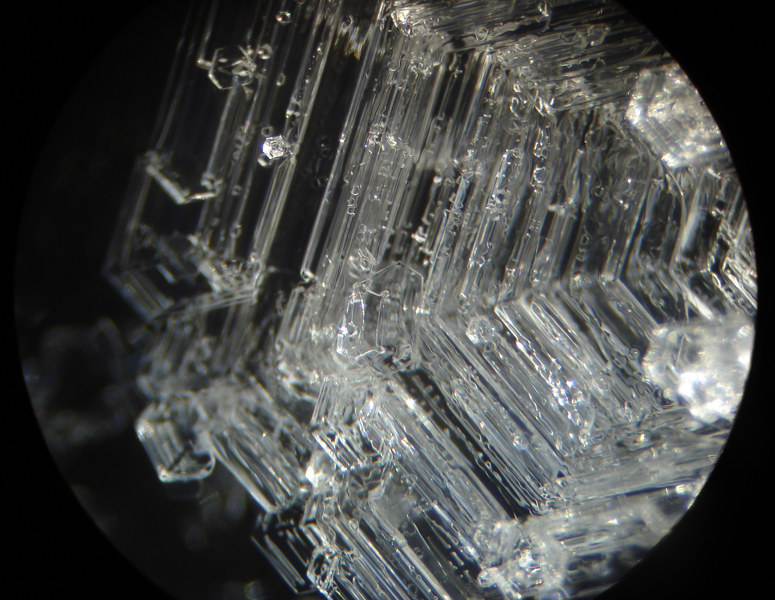
Iskristaller

En iskristall är ett stycke av is där kristallstrukturen är obruten. Den is som förekommer naturligt på jorden (is med den kristallina formen Ih) ordnar sig vattenmolekylerna med vätebindningar i regelbundna hexagoner. Dessa hexagoner ligger i ett så kallat basplan. Basplanen staplas ovanpå varandra på ett avstånd av 7,37 Å.
Intilliggande iskristaller har basplan som är olika orienterade. Eller, annorlunda uttryckt, normalvektorerna till de båda basplanen, de så kallade kristallaxlarna, har olika riktning.
En snöflinga är ett exempel på en iskristall. I kärnis ordnar sig isen i kristaller vars utbredning varierar mellan några mm och upp till cirka 1 meter. En sjö som täcks av kärnis har således många olika iskristaller i istäcket. Iskristallernas storlek har betydelse för på vilket sätt som isen går upp (se våris).
I underkylt vatten som hålls i rörelse kan iskristaller bildas i vattnet. Detta kallas för krav.